# پرام (فیلم)
پرام (به انگلیسی: Prom) یک فیلم کمدی-درام عاشقانه نوجوانان محصول سال ۲۰۱۱ آمریکا به کارگردانی جو نوسباوم است. این فیلم در ۲۹ آوریل ۲۰۱۱ توسط والت دیزنی پیکچرز منتشر شد.

## بازیگران
- امی تیگاردن به عنوان نوا پرسکات، نماینده کلاس
- توماس مک دونل به عنوان جسی ریشتر، پسر بد مدرسه.
- کامرون مانهن به عنوان کوری دویل، بهترین دوست لوکاس.
- یین چانگ به عنوان می کوان، دوست فوق‌العاده زرنگ نوا که با جاستین ملاقات می‌کند.
- ژانل اورتیز به عنوان الی گومز، دوست دیگر نوا
- افام اوککه به عنوان فیلیپ
- نولان سوتیلو به عنوان لوکاس آرناز
- دانیل کمپبل به عنوان سیمون دانیلز، گیتار و پیانو بازی می‌کند و شریک آزمایشگاهی لوکاس و قرار پرام او است.
- کایلی بانبری به عنوان جردن لوندلی، دوست دختر تایلر بارسو
- دون نیکسون به عنوان تایلر بارسو
- جارد کوزنیتز به عنوان جاستین وکسلر، دوست پسر ثابت و مهربان می.
- نیکلاس براون به عنوان لوید تیلور، کودک خجالتی، «نامرئی» در مدرسه که برای قرار گذاشتن در جشن پرام مشکل دارد
- جو آدلر به عنوان رابرت «روولو» بنوس، دوست غیور نوا
- جاناتان کلتز به عنوان براندون، کراش نوا
- کریستین الیز مک‌کارتی به عنوان ساندرا لینسی
- رینی رودریگز به عنوان تس، خواهرتاتنی لوید
- ایمی لین چادویک به عنوان راشل، دختر گوتی.
- دین نوریس به عنوان فرانک پرسکات، پدر بیش از حد محافظ نوا
- فیت فورد به عنوان کیتی پرسکات
- رابی تاکر به عنوان چارلی ریشتر، برادر کوچک جسی
- جری برنز به عنوان مدیر دونان
- آلی تریم به عنوان بتسی
- امی پیتز به عنوان خانم دویل
- کارلوس بورک به عنوان رودا وینورایت
- بلر فاولر به عنوان لیه
- مدیسون رایلی به عنوان کریستن
- روکو نوژنت به عنوان آنتون
- پیچک مالون به عنوان آلیس
- کلوئه لیتل به عنوان جنل لوندلی
- کوفی سیریبو به عنوان مکس
- کریستوفر هیگینز به عنوان درک

## تولید
در حالی که داستان فیلم پرام در میشیگان واقع شده‌است، فیلمبرداری در لس آنجلس، کالیفرنیا انجام شد.

## جایزه

### جوایز هنرمند جوان
| سال  | نامزد شده | جایزه                                                    | نتیجه     |
| ---- | --------- | -------------------------------------------------------- | --------- |
| ۲۰۱۲ | رابی تاکر | بهترین بازی در یک فیلم ویژه - بازیگر جوان ده ساله و کمتر | نامزد شده |